# Океанские Вершины (Дубай)
Океанские Вершины (Дубай) — один из самых высоких небоскрёбов, дизайн которого создал Эндрю Бромберг (англ. Andrew Bromberg). Здание находится в районе Дубай Марина города Дубай. Высота здания составляет 310 метров (1,014 футов), включая в себя 83 этажа. Здание было подведено под крышу 22 декабря 2009 года, а само строительство закончилось в 2010. Здание является жилым, по состоянию на 2015 год оно является восьмым в мире по высоте среди жилых зданий, в списке самых высоких жилых зданий города и страны занимает шестое место, а также является 65-м по высоте зданием в Азии и 83-м по высоте в мире.
Башня имеет уникальную крутящуюся форму, при этом являясь третьим вариантом, предложенным компанией DAMAC Properties. Первый проект этого здания включал в себя всего лишь 38 этажей, а второй — 50. Всего в Океанских Вершинах 519 квартир, расположены они вдоль Al Sufouh Road в Дубай Марина.